# Fabian Zberg
Fabian Zberg (* 2. Mai 1994 in Altdorf UR) ist ein derzeit nicht aktiver Schweizer Biathlet.

## Karriere
Fabian Zberg lebt in Andermatt und startet für den SC Gotthard-Andermatt. Der Elektroinstallateur gab sein internationales Debüt bei den Juniorenrennen der Biathlon-Europameisterschaften 2015 in Otepää, wo er 61. des Einzels sowie 52. des Sprints und des Verfolgungsrennens wurde. Für das Staffelrennen wurde er an die Seite von Severin Dietrich, Eligius Tambornino und Till Wiestner in die Männer-A-Auswahl der Schweiz berufen und kam als Schlussläufer mit der überrundeten Staffel auf den 16. Platz. In der folgenden Saison startete Zberg im IBU-Junior-Cup, wobei er in sechs Rennen nur einmal einen Top-30-Platz erzielte. Seine bis heute letzten internationalen Wettbewerbe lief er bei den Juniorenweltmeisterschaften 2016 in Cheile Grădiștei, die er mit Einzel, Sprint und Staffel auf den Plätzen 59, 77 und 13 abschloss.

## Statistiken

### Juniorenweltmeisterschaften
Ergebnisse bei den Juniorenweltmeisterschaften:
| Weltmeisterschaften | Weltmeisterschaften | Einzel | Sprint | Verfolgung | Staffel |
| Jahr                | Ort                 | Einzel | Sprint | Verfolgung | Staffel |
| ------------------- | ------------------- | ------ | ------ | ---------- | ------- |
| 2016                | Cheile Grădiștei    | 59.    | 77.    | –          | 13.     |